# المدعي العام (ألمانيا)

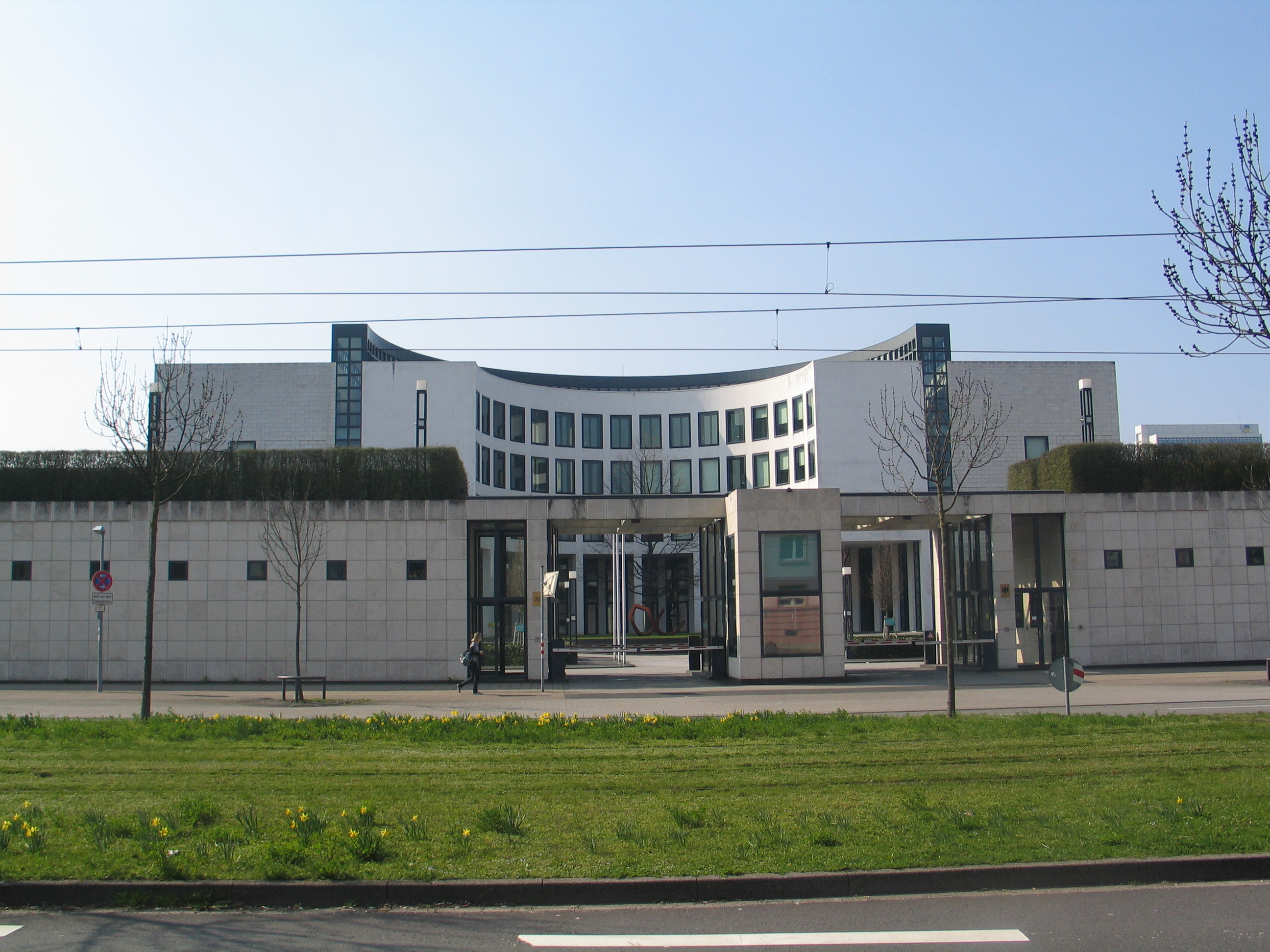
مكاتب المدعي العام الألماني في كارلسروه

المدعي العام لمحكمة العدل الاتحادية (بالألمانية: Generalbundesanwalt)‏ أو Generalbundesanwältin ( GBA ) ، مضاءة: "المدعي العام الاتحادي") هو المدعي الفيدرالي لألمانيا، ويمثل الحكومة الفيدرالية في محكمة العدل الاتحادية، محكمة العدل الفيدرالية. يقع مكتب المدعي العام في كارلسروه. إلى جانب دوره في قضايا الاستئناف، يتمتع المدعي العام بالولاية القضائية الأولية في قضايا الجرائم ضد الدولة (ولا سيما الإرهاب والتجسس والخيانة ) ، والجرائم بموجب Völkerstrafgesetzbuch ( الإبادة الجماعية والجرائم ضد الإنسانية وجرائم الحرب ). كما يمثل المدعي العام ألمانيا في بعض القضايا المدنية والإدارية.
يقترح وزير العدل الاتحادي المدعي العام بموافقة البوندسرات على رئيس ألمانيا لتعيينه. 
في عام 1977، اغتيل المدعي العام آنذاك سيغفريد بوباك ‏ من قبل مجموعة يسارية متطرفة، فصيل الجيش الأحمر.

## قائمة النيابة العامة منذ عام 1950[3]
| كارلو ويتشمان    | 1950-1956             |
| ماكس جود         | 1956-1961             |
| فولفجانج فرانكل  | 1962                  |
| لودفيغ مارتن     | 1963-1974             |
| Siegfried Buback | 1974-1977             |
| كيرت ريبمان      | 1977-1990             |
| ألكسندر فون ستال | 1990-1993             |
| كاي نهم          | 1994-2006             |
| مونيكا هارمز     | 2006-2011             |
| نطاق هارالد      | 2011-2015             |
| بيتر فرانك       | 2015 إلى الوقت الحاضر |